# Juncus gubanovii
Juncus gubanovii är en tågväxtart som beskrevs av V.S. Novikov. Juncus gubanovii ingår i släktet tåg, och familjen tågväxter. Inga underarter finns listade i Catalogue of Life.